# Заберски, Ангел
Ангел Заберски (болг. Ангел Заберски; известный также как Ангел Заберски-старший; 31 августа 1931, Малко-Тырново, Третье Болгарское царство — 11 июня 2011, София, Болгария) — болгарский композитор, аранжировщик, музыкальный педагог и певец. Заслуженный артист Народной Республики Болгария.

## Жизнь и творчество
Родился 31 августа 1931 года в Малко-Тырново.
Детство Ангела Заберского было тяжёлым из-за политических событий в Болгарском царстве и начавшейся вскоре мировой войны. В будущем у Ангела сложился жёсткий и твёрдый характер, но сострадательная и добрая душа. Эти качества помогали ему в творческой деятельности на протяжении всей жизни. Ещё с раннего возраста Ангел стал увлекаться музыкой. Был вдохновлён оперой, в особенности творчеством итальянских композиторов Джакомо Пуччини и Джузеппе Верди, а также джазом, отметив Дюка Эллингтона и Каунта Бэйси.
В 1955 году Ангел Заберски завершил обучение в Национальной музыкальной академии. Во время учёбы его 
преподавателем был профессор Христо Брымбаров. Позднее Ангел сам будет преподавать в Новом болгарском университете пение. В том же году он начал работать на Национальном радио.
С 1965—1968 годы сотрудничал с Лили Ивановой. Кроме того, работал с Панайотом Панайотовым, Йосифом Цанковым, Атанасом Бояджиевым, Эмилем Георгиевым, Тончо Русевым, Георги Кордовым, Маргрет Николовой, Мими Николовой и др.
Ангел Заберски писал музыку к театральным, документальным постановкам, оркестровым пьесам, а также детские и хоровые песни.
Когда-то на радиотрансляции Ангел Заберски сказал:

«Свои самые большие отличия я получил во время, когда работал на БНР – я заслужил их за песни, написанные для программ Радио».
Кроме того, он считал:

«У песни должна быть красивая мелодия, богатая гармония, запоминающийся ритм».
Ангел Заберски был женат на певице Маргарите Радинской. Их дети, Ангел Заберски-младший и Маргарита Заберска, тоже стали музыкантами.
Ангел Заберски ушёл из жизни 11 июня 2011 года.

## Избранная дискография
- Ти идваш, любов (1964)
- Вали (1965)
- Адажио (1966)
- Жерави (1967)
- Деца играят на войници (1967)
- Елегия (1972)
- Автобиография (1974)
- Добрият ден (1975)
- Чудото на младостта (1977)
- Бащината къща (1980)
- Далечно име (1981)
- Една сълза (1984)
- Неизбежно чудо (1987)
- Еньовден (1988)
- Една любовна нощ (1995)[6]

## Награды
- 1965: статуэтка на фестивале «Золотой Орфей» за песню «Калиакра»[7]
- 1966: награда «Золотой ключ» на фестивале «Интервидение-1966» за песню «Адажио» в Братиславе[8]
- 1980: статуэтка на фестивале «Золотой Орфей» за песню «Бащината къща»[7]